# Rittman (Ohio)
Rittman es una ciudad ubicada en el condado de Wayne en el estado estadounidense de Ohio. En el Censo de 2010 tenía una población de 6491 habitantes y una densidad poblacional de 385,86 personas por km².

## Geografía
Rittman se encuentra ubicada en las coordenadas 40°58′24″N 81°47′5″O / 40.97333, -81.78472. Según la Oficina del Censo de los Estados Unidos, Rittman tiene una superficie total de 16.82 km², de la cual 16.66 km² corresponden a tierra firme y (0.99%) 0.17 km² es agua.

## Demografía
Según el censo de 2010, había 6491 personas residiendo en Rittman. La densidad de población era de 385,86 hab./km². De los 6491 habitantes, Rittman estaba compuesto por el 97.17% blancos, el 0.45% eran afroamericanos, el 0.18% eran amerindios, el 0.43% eran asiáticos, el 0% eran isleños del Pacífico, el 0.2% eran de otras razas y el 1.57% pertenecían a dos o más razas. Del total de la población el 1.2% eran hispanos o latinos de cualquier raza.